# Mercurio(II) reduttasi
La mercurio(II) reduttasi è un enzima appartenente alla classe delle ossidoreduttasi, che catalizza la seguente reazione:
Hg2+ + NADPH ⇄ Hg + NADP+ + H+
Si tratta di un enzima ditiolico.